# 葉原信號場
葉原信號場（日语：／ Habara Shingō-jō */?）是位於福井縣敦賀市，日本國有鐵道（國鐵）北陸本線舊線的號誌站（廢站）。

## 歷史
- 1896年（明治29年）7月15日：國有鐵道 敦賀至福井之間開通。
- 1919年（大正8年）11月25日：在新保至杉津之間開設葉原信號所[1]。
- 1922年（大正11年）4月1日：改名為葉原信號場[1]。
- 1962年（昭和37年）
  - 6月9日：在北陸隧道開通前一天早上進行更換路軌的作業。
  - 6月10日：號誌站被廢除[2]。

## 構造
在葉原隧道南邊入口設有3條引込線，這些路軌是在本線東邊，並連接敦賀方向路軌。在本線西邊設有1條引込線，連接今庄方向路軌，該路軌繞過隧道外邊。
在葉原隧道北邊入口處可看到風光明媚的景色，但是該處也是近接近懸崖。在過去該處雖然沒有發生人為過失的事故，但是曾經發生因雪崩使行走中的列車被雪擊落至谷底的紀錄。在隧道兩邊入口均設置了由黑田清隆筆寫的「永世無窮」和「與國咸休」的牌匾。現時已經遷移至長濱鐵道廣場作展示用途。

## 現狀
本線變成了敦賀市道，上下行引込線變成北陸自動車道。

## 相鄰車站
日本國有鐵道（國鐵）
北陸本線
新保－葉原信號場－杉津

## 注腳
1. 1 2 3 4  石野哲 (编).  初版. JTB. 1998-10-01: 145. ISBN 978-4-533-02980-6 （日语）.
2. 1 2 3  鈴木文彥（日语：鈴木文彦）. . 鐵道雜誌（日语：鉄道ジャーナル） (鐵道雜誌社（日语：鉄道ジャーナル社）). 1999-2, 33 (2): 38–40 （日语）.

## 相關項目
- 日本號誌站列表（日语：日本の信号場一覧）